# L'Aragall (Calldetenes)
L'Aragall és una masia amb cabana de Calldetenes (Osona) inclosa a l'Inventari del Patrimoni Arquitectònic de Catalunya.

## Masia
Masia de planta rectangular coberta a dues vessants amb el carener perpendicular a la façana situada a migdia. Consta de planta baixa i primer pis. El portal i les finestres tenen llindes de pedra i ampits motllurats.

## Cabana
Cabana de planta quadrada coberta a dues vessants amb el carener perpendicular a la façana la qual està situada a migdia. Es troba construïda damunt la pedra viva i a davant s'hi forma l'era. Presenta un gros portal d'arc de mig punt construït amb totxo a damunt s'inscriu la data 1888. Les portes són de coster de fusta i es conserven bé. L'interior és una nau amb un petit "altillo" destinat a pallissa. A cada costat de l'edificació s'hi adossen cossos de construcció recent destinats a les tasques agrícoles. Es construïda amb pedra basta unida amb morter de calç i amb alguns sectors de torxo.
La història de la cabana va lligada a la de la masia que la trobem registrada en el Nomenclàtor de la província de Barcelona de l'any 1860. Consta com a "Masia casa de labranza".